# 辰野郵便局
辰野郵便局（たつのゆうびんきょく）は、長野県上伊那郡辰野町にある郵便局。民営化以前の分類では集配普通郵便局だった。

## 概要
住所：〒399-0499 長野県上伊那郡辰野町平出1639
民営化直前の集配業務再編において、多くの集配普通郵便局は統括センターとなったが、当局は配達センターとされたため、民営化後も郵便事業株式会社の支店は併設されず、集配センターが併設された。

## 沿革
- 1965年（昭和40年）3月16日 - 辰野宮木郵便局から和文電報配達事務を移管[1]。
- 1967年（昭和42年）7月29日 - 電話交換、和文電報配達、欧文電報受付・配達および国際電報受付・配達の各業務を辰野電報電話局に移管。
- 1967年（昭和42年）11月16日 - 特定郵便局から普通郵便局に局種別改定。
- 2000年（平成12年）8月14日 - 外国通貨の両替および旅行小切手の売買に関する業務取扱を開始。
- 2006年（平成18年）10月16日 - 川島郵便局から「399-05xx」区域の集配業務を移管[2]。
- 2007年（平成19年）10月1日 - 民営化に伴い、併設された郵便事業伊那支店辰野集配センターに一部業務を移管。
- 2012年（平成24年）10月1日 - 日本郵便株式会社発足に伴い、郵便事業伊那支店辰野集配センターを辰野郵便局に統合。

## 取扱内容
- 郵便、印紙、ゆうパック、内容証明
- 貯金、為替、振替、振込、国債、投資信託
- 生命保険、バイク自賠責保険、自動車保険、がん保険、引受条件緩和型医療保険
- ゆうちょ銀行ATM
- 「399-04xx」「399-05xx」区域（上伊那郡辰野町＝小野を除く[3]）の集配業務

## 周辺
- 天竜川

## アクセス
- JR東日本・JR東海 辰野駅から南東へ500m（徒歩約7分）
- 中央自動車道 伊北ICから北へ約5km
- 辰野市街で長野県道14号下諏訪辰野線から少し南へ入る
- 駐車場あり：8台